# Discurso de Vladimir Putin em Munique em 2007
O discurso de Munique de 2007, também conhecido como Discurso de Munique foi proferido pelo presidente russo, Vladimir Putin, na Alemanha, em 10 de fevereiro de 2007, na Conferência de Segurança de Munique. O discurso expressou pontos significativos da futura política externa de Vladimir Putin.

## Sinopse
Putin criticou o que chamou de domínio monopolista dos Estados Unidos nas relações globais e o seu "hiper uso quase incontido da força nas relações internacionais". O discurso ficou conhecido, especialmente na Rússia, como discurso de Munique. Ele disse que o resultado de tal domínio foi que "ninguém se sente seguro! Porque ninguém pode sentir que o direito internacional é como um muro de pedra que os protegerá. É claro que tal política estimula uma corrida armamentista". Putin citou um discurso de 1990 de Manfred Wörner para apoiar a sua posição de que a OTAN prometeu não se expandir para novos países da Europa Oriental. Ele afirmou que "[Worner] disse na época que: 'o fato de estarmos prontos para não colocar um exército da OTAN fora do território alemão dá à União Soviética uma firme garantia de segurança.' Onde estão essas garantias?"
Embora a OTAN ainda estivesse a um ano de convidar a Ucrânia e a Geórgia a tornarem-se Estados-membros da OTAN em 2008, Putin enfatizou como a Rússia encarava a expansão para leste como uma ameaça: "Penso que é óbvio que a expansão da OTAN não tem qualquer relação com a modernização da própria Aliança ou com a garantia da segurança na Europa. Pelo contrário, representa uma provocação grave que reduz o nível de confiança mútua. E temos o direito de perguntar: contra quem se destina esta expansão?” Putin também se opôs publicamente aos planos para o escudo antimísseis dos EUA na Europa e apresentou ao presidente George W. Bush uma contraproposta em 7 de junho de 2007, que foi recusada. A Rússia suspendeu a sua participação no Tratado das Forças Armadas Convencionais Adaptadas na Europa em 11 de dezembro de 2007, com o Kremlin comentando: "Sete anos se passaram e apenas quatro estados ratificaram este documento, incluindo a Federação Russa."

## Legado
Antes e depois do lançamento da guerra da Ucrânia em 2022, o discurso foi revisitado com alguns comentaristas argumentando que foi um momento revelador das intenções de defesa posteriores de Putin. De acordo com Andrew A. Michta, os líderes ocidentais não conseguiram reconhecer em 2007 que o discurso sobre a expansão da OTAN para novos países da Europa de Leste "equivalia a uma declaração de guerra ao Ocidente". Outros comentadores, como John Mearsheimer e Stephen F. Cohen, citariam-no como o aviso mais explícito de Putin de que a Rússia considerava a expansão da NATO para leste como uma ameaça à sua segurança nacional.

## Seguimentos
Posteriormente, Putin fez outros discursos que foram chamados de continuação do discurso de Munique, incluindo:
O discurso Valdai de Vladimir Putin em 2013 em Sochi em 19 de setembro de 2013
O discurso de Vladimir Putin na Crimeia na Assembleia Federal da Rússia em 18 de março de 2014
O discurso Valdai de Vladimir Putin em 2014 em Sochi em 24 de outubro de 2014
O discurso de Vladimir Putin na Assembleia Geral da ONU de 2015, em Nova York, em 28 de setembro de 2015 ("Fui instado a perguntar àqueles que criaram esta situação: vocês pelo menos percebem agora o que fizeram?")
Em 2017, o cientista político e investigador russo Taras Kuzio, no discurso de Putin em Munique, encontra a confirmação do movimento em direção ao nacionalismo e ao chauvinismo ucraniano, após a Revolução Rosa de 2003 na Geórgia e a Revolução Laranja de 2004 na Ucrânia.
Em 2022, Harlan Ullman, cientista político e conselheiro sênior do think tank americano Atlantic Council, escreveu em um artigo para o jornal The Hill :
Na Conferência de Segurança de Munique, Putin lançou um discurso contra os EUA como “único pólo de poder” e contra a expansão da NATO. Os participantes da reunião ficaram chocados com a intensidade dos ataques de Putin, mas em geral rejeitaram as acusações. Isto foi um erro. Ficou claro que Putin sentiu que os EUA e a NATO desrespeitaram e marginalizaram tratados. Isto só agravou a sua crescente indignação em relação, como lhe parecia, à sua abordagem paternalista em relação à Rússia